# لک‌لک شکافته‌نوک آسیایی
لک‌لک شکافته‌نوک آسیایی، شکافته‌نوک آسیایی یا شکافته‌نوک سفید (نام علمی: Anastomus oscitans) نام یک گونه از سرده لک‌لک‌های شکاف‌نوک است.